# Відлік до Завершальної кризи
«Відлік» (англ. Countdown), також відомий як «Відлік до Завершальної кризи» (англ. Countdown to Final Crisis) — обмежена серія коміксів від DC Comics, яка виходила щотижня. Дебют серії відбувся 9 травня 2007 року, одразу після завершення останнього випуску серії 52. Основним сценаристом був Пол Діні, але над серією працювала команда сценаристів і художників, яка змінювалась.
Countdown складається з 51 випуску, пронумерованих у зворотному порядку, і розповідає про події у великій частині вигаданого всесвіту DC. Історія подається паралельно, через пов’язані між собою сюжетні лінії різних персонажів, і часто перетинається з іншими коміксами DC. На відміну від 52, який відбувався у «реальному часі», Countdown розвивається у звичному для коміксів DC «плаваючому» часовому просторі.

## Сюжет
Сюжет Countdown розгортається після подій 52 і поступово веде до Final Crisis. У центрі історії — змови, хаос і руйнування в мультивсесвіті DC. Дарксайд маніпулює подіями з-за лаштунків, збираючи сили для власних цілей, тоді як монітори — істоти, що стежать за стабільністю мультивсесвіту — сперечаються, як реагувати на все частіші порушення між світами. Різні герої, серед яких Джейсон Тодд, Донна Трой, Кайл Рейнор, Гарлі Квінн і Мері Марвел, потрапляють у паралельні сюжетні лінії, які врешті сходяться. Історія охоплює мандрівки між світами, падіння героїв, повернення антигероїв і підготовку до ще більшої кризи. У фіналі стає очевидно, що все веде до зіткнення масштабнішого рівня, що врешті стане Final Crisis.

## Сприйняття

### Огляди
Видання IGN розкритикувало Countdown, назвавши його однією із найгірших подій у коміксах. Основні претензії стосувалися відсутності чіткого фокуса, нудних сюжетних ліній та загальної марності — особливо через те, що події серії були суперечливо трактовані вже в перших випусках Final Crisis.

### Продажі
Перший випуск Countdown (#51) розійшовся накладом 91 054 примірники за даними Diamond Comics Distributors, що зробило його дев'ятнадцятим найбільш продаваним коміксом у травні 2007 року. Однак після дебюту продажі почали поступово знижуватись — до 72 077 копій на 40-му випуску. Після цього був короткий стрибок — до приблизно 88 000 копій, але згодом наклади знову знизилися до близько 67 000 копій на випуск.